# Leo Laporte
 (novembre 2010).
Le contenu est difficilement compréhensible vu les erreurs de traduction, qui sont peut-être dues à l'utilisation d'un logiciel de traduction automatique.
Leo Gordon Laporte (né le 29 novembre 1956 à New York) est un auteur, entrepreneur et diffuseur américain. 

## Début de carrière
Laporte a étudié l'histoire de la Chine à l'Université Yale. Il a opéré le premier et le seul BBS sur le thème des Macintosh, MacQueue, de 1985 à 1988.

## Radio et télévision
En tant que présentateur ou producteur, il consacre toute sa carrière à diffuser des contenus relatifs à la technologie. Adoptant des perspectives tantôt plus techniques et d'utilité pratique immédiate (The tech guy...), tantôt plus macrosectorielles (This week in tech...), il met sa voix profonde au service de la démocratisation de la chose technologique en n'hésitant pas à faire intervenir des commentateurs de tous bords (Steve Jobs, Kevin Mitnick, John C. Dvorak...).

## Livres
Laporte est l'auteur de nombreux livres traitant de technologies, tels que 101 Computer Answers You Need to Know, Leo Laporte's 2005 Gadget Guide, Leo Laporte's Guide to TiVo, Leo Laporte's Guide to Mac OS X Tiger et Leo Laporte's PC Help Desk. Il a aussi publié une série d'almanacs annuels : Leo Laporte's Technology Almanac et Poor Leo's Computer Almanac. Le dernier fut celui de l'année 2006.
Durant toute sa carrière, il a aussi contribué à plusieurs magazines comme le BYTE, InfoWorld et le MacUser. 

## Netcasting: diffusion de programmes audio/vidéo sur Internet
Laporte possède et exploite un réseau de service audio à la demande nommé TWiT.tv avec sa femme Lisa Laporte. Le nom est un dérivé de this WEEK in TECH (aka TWiT) qui est hébergé par Laporte. Cette émission est encore aujourd'hui l'une des plus populaires sur iTunes et autres supports de diffusion pour audio, avec plus de 280 000 téléchargements hebdomadaires. Son réseau inclut des émissions comme Macbreak weekly, Net@night, Security Now! et Windows Weekly.
Laporte préfère appeler son émission un "Netcast", parce que le terme "Podcast" prête à confusion. Des gens lui disaient qu'ils ne pouvaient pas écouter son émission parce qu'ils ne possédaient pas de iPod.